# Tony Ensor
Pour les articles homonymes, voir Ensor (homonymie).
Anthony Howard Ensor, connu sous le nom Tony Ensor, est né le 17 août 1949 à Dublin (Irlande). C’est un joueur de rugby à XV sélectionné en équipe d'Irlande de 1973 à 1978 au poste d'arrière.

## Carrière
Il obtient sa première cape internationale le 10 mars 1973, lors d’un match du Tournoi des Cinq Nations contre le pays de Galles et sa dernière le 18 mars 1978, également lors du Tournoi, contre l'Angleterre.
Ensor gagne le Tournoi en 1973 (victoire partagée) et en 1974, sous la conduite de son capitaine Willie-John McBride.

## Palmarès
- Sélections en équipe nationale : 22
- Ventilation par année : 2 en 1973, 6 en 1974, 4 en 1975, 5 en 1976, 1 en 1977, 4 en 1978.
- Six Tournois des Cinq Nations disputés : 1973, 1974, 1975, 1976, 1977, 1978.